# Edmée Delebecque
Pour les articles homonymes, voir Delebecque.
Edmée Pauline Delebecque, née le 9 avril 1880 dans le 9e arrondissement de Paris et morte le 31 mars 1951 à Dieulefit (Drôme), est une femme poète, peintre et graveur française.

## Biographie
Edmée Delebecque est la petite-fille du député du Pas-de-Calais Germain Delebecque. Ses parents, Édouard Delebecque et Marie-Victoire Sauvage ont cinq enfants : Germaine Delebecque, née en 1866, qui épousera Charles-Louis Girault, l’architecte du Petit Palais à Paris ; André Delebecque, polytechnicien et ingénieur des Mines, spécialiste des lacs français ; Frédéric Delebecque, né en 1870, polytechnicien et colonel d’artillerie ; Jacques Delebecque, né en 1876, journaliste à l'Action française, et Edmée, née en 1880.
Edmée Delebecque débute dans la poésie avec plusieurs recueils.
Elle est remarquée très tôt par une sincérité sans concessions et une lucidité sans illusions sur la nature humaine, qui la conduiront plus tard à quitter les cénacles parisiens. Alphonse Séché la place dans son anthologie des femmes poètes françaises.
Le musicien Guy Ropartz (1864-1955) met en musique un de ses poèmes : Bercez, bercez mon âme endolorie (Près d'un ruisseau).
Le 20 juillet 1903, elle épouse Alphonse Chapoutot, un avocat à la cour d'appel de Paris dont elle divorce ensuite. En 1925, elle s'installe à Dieulefit où elle mène une carrière d'artiste, réalisant de nombreux paysages, des lithographies et eaux-fortes dont beaucoup serviront à illustrer des cartes postales. Elle expose au Salon de Paris. Dans son œuvre prédominent les vues de la Drôme, de la Provence, de Marseille.

## Œuvres
- Poèmes, Messein, Paris, 1905
- Je meurs de soif auprès de la fontaine, Sansot et Cie, Paris, 1907
- Le livre de Job traduit de l'hébreu par Edmée Delebecque, préface d'Israël Levi, Paris, Leroux 1914
- La Nuit claire, Paris, Delesalle, sd. Revue dont elle est l’éditrice.
- Dans la solitude du cœur, Paris, Delesalle, sd
- Dieulefit et ses environs, slnd, ca 1950, recueil de 12 reproductions, texte d’introduction de Rodolphe Bringer
  - J. Guy Ropartz, compositeur : Près d'un ruisseau, poésie d'Edmée Delebecque, (Nancy A. Dupont-Metzner, 1909)